# Centaurea tauromenitana
Il fiordaliso di Taormina (Centaurea tauromenitana Guss., 1844) è una pianta, angiosperma dicotiledone, appartenente alla famiglia delle Asteraceae, endemica della Sicilia.

## Descrizione

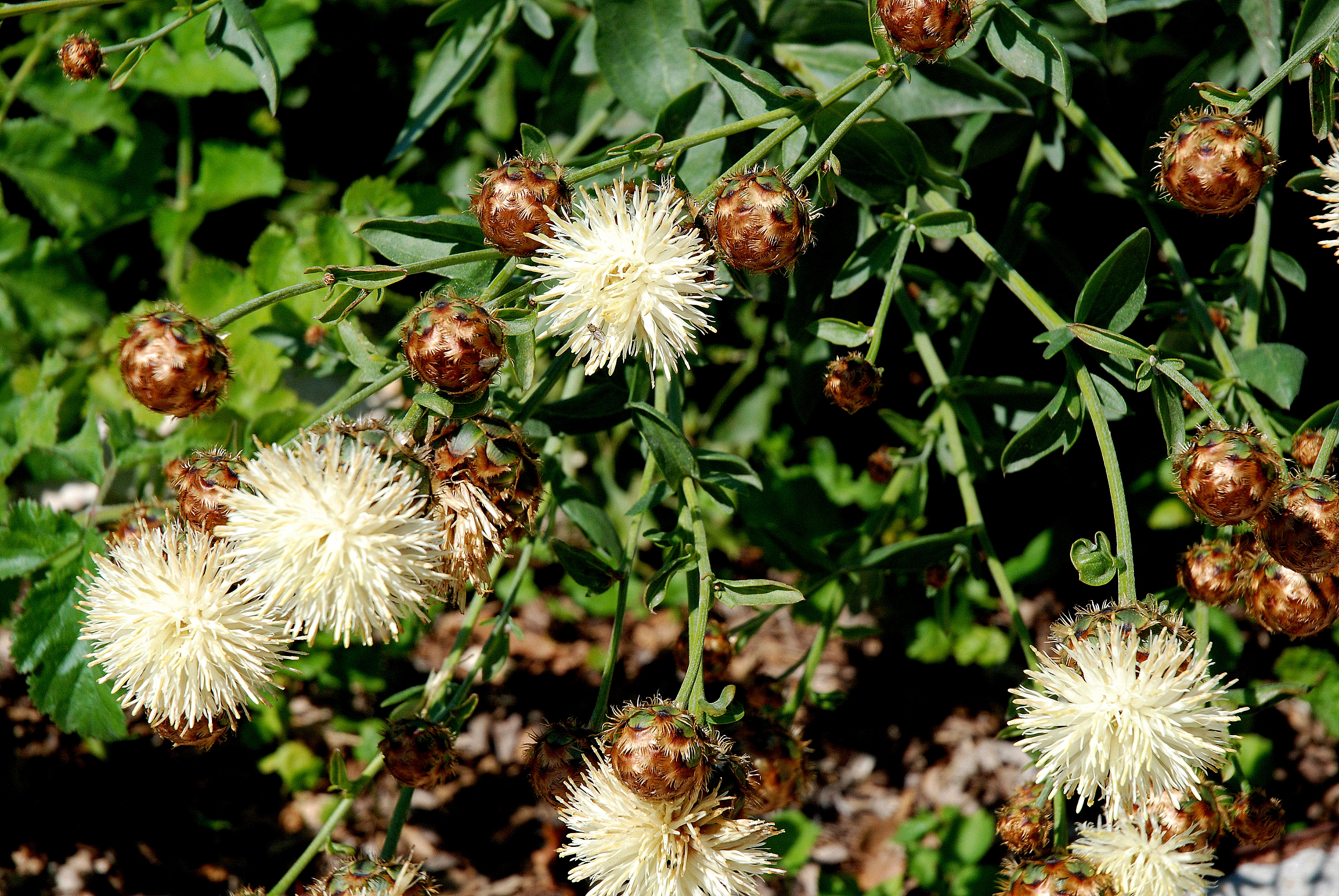

È una pianta perenne, camefita suffruticosa, alta da 40 a 90 cm.

 
I fiori, di colore giallo-zolfo, sono riuniti in grosse infiorescenze a capolino emisferico, del diametro di 20–40 mm (tra le più grandi del genere Centaurea), sostenute da brattee di color ruggine.
Formula fiorale: */x K {\displaystyle \infty }, [C (5), A (5)], G 2 (infero), achenio
I frutti sono acheni dotati di un lungo pappo scuro.

## Distribuzione e habitat
È un endemismo della Sicilia nord-orientale, con areale circoscritto ad un ristretto ambito territoriale nei pressi di Taormina, alle falde dei Monti Peloritani.
Predilige le rupi calcaree in prossimità del mare, ad una altitudine compresa dal livello del mare ai 600 m.

## Tassonomia
La famiglia di appartenenza di questa voce (Asteraceae o Compositae, nomen conservandum) probabilmente originaria del Sud America, è la più numerosa del mondo vegetale, comprende oltre 23.000 specie distribuite su 1.535 generi, oppure 22.750 specie e 1.530 generi secondo altre fonti (una delle checklist più aggiornata elenca fino a 1.679 generi). La famiglia attualmente (2021) è divisa in 16 sottofamiglie.
La tribù Cardueae (della sottofamiglia Carduoideae) a sua volta è suddivisa in 12 sottotribù (la sottotribù Centaureinae è una di queste).
Il genere Centaurea elenca oltre 700 specie distribuite in tutto il mondo, delle quali un centinaio sono presenti spontaneamente sul territorio italiano.

### Filogenesi
La classificazione della sottotribù rimane ancora problematica e piena di incertezze. Il genere di questa voce è inserito nel gruppo tassonomico informale Centaurea Group formato dal solo genere Centaurea. La posizione filogenetica di questo gruppo nell'ambito della sottotribù è definita come il "core" della sottotribù; ossia è stato l'ultimo gruppo a divergere intorno ai 10 milioni di anni fa.